# Nick of Time
Nick of Time è il decimo album discografico in studio della cantante statunitense Bonnie Raitt, pubblicato nel marzo del 1989.
L'album ha raggiunto la vetta della classifica Billboard 200 e ha vinto tre Grammy Award.

## Tracce
1. Nick of Time – 3:53 (Bonnie Raitt)
2. Thing Called Love – 3:52 (John Hiatt)
3. Love Letter – 4:05 (Bonnie Raitt)
4. Cry on My Shoulder – 3:44 (Michael Ruff)
5. Real Man – 4:27 (Jerry Lynn Williams)
6. Nobody's Girl – 3:15 (Larry John McNally)
7. Have a Heart – 4:50 (Bonnie Hayes)
8. Too Soon to Tell – 3:46 (Mike Reid, Rory Michael Bourke)
9. I Will Not Be Denied – 4:55 (Jerry Lynn Williams)
10. I Ain't Gonna Let You Break My Heart Again – 2:38 (David Lasley, Julie Lasley)
11. The Road's My Middle Name – 3:32 (Bonnie Raitt)

Durata totale: 42:57

## Formazione
- Bonnie Raitt - voce, cori, pianoforte, Fender Rhodes, chitarra, slide guitar
- Michael Landau - chitarra
- James Hutch Hutchinson - basso
- Ricky Fataar - batteria, percussioni
- Paulinho Da Costa - percussioni, congas
- Jerry Lynn Williams - pianoforte
- Michael Ruff - tastiera
- Johnny Lee Schell - chitarra acustica, cori
- Chuck Domanico - basso
- Fran Christina - batteria
- Don Was - tastiera
- Jay Dee Maness - pedal steel guitar
- Herbie Hancock - pianoforte
- Tony Braunagel - batteria, percussioni, timbales
- Dennis Farias - tromba
- John Berry Jr. - tromba
- Bill Bergman - sax
- Greg Smith - sax
- Kim Wilson - armonica
- Arnold McCuller, Sir Harry Bowens, Graham Nash, David Crosby, Sweet Pea Atkinson, David Lasley, Larry John McNally - cori